# Dokken
Dokken ist eine US-amerikanische Glam-Metal-Band aus Los Angeles, Kalifornien. Die Band feierte ihre größten Erfolge in den 1980er Jahren und ist nach ihrem Sänger Don Dokken benannt.

## Geschichte

### Die frühen Jahre
Der Sänger Don Dokken begann seine Karriere Ende der 1970er Jahre in Deutschland, wo er mit verschiedenen amerikanischen Musikern zusammenspielte. Die erste Dokken-Besetzung 1978 bestand neben dem Namensgeber aus dem ehemaligen Vic-Vergat-Bassisten Juan Croucier und dem Schlagzeuger Greg Pecka. Letzterer wurde schnell durch Gary Holland ersetzt. Weitere Mitglieder der frühen Phase sind die beiden Bassisten Jeff Tappen und Gary Link sowie der frühere Quiet-Riot-Gitarrist Greg Leon. Mit dem Xciter-Gitarristen George Lynch fand Don Dokken schließlich einen passenden Songwritingpartner. Die Songs Paris By Night und I Can’t See You Anymore erweckten das Interesse von einigen Plattenfirmen.
Dokken nahm im Jahr 1978 die auf 500 Exemplare limitierte Single Hard Rock Woman auf, welche der Band einen Plattenvertrag mit dem in Stommeln bei Köln ansässigen Studio des Produzenten Dieter Dierks sicherte.
Als die Scorpions 1982 ihr Album Blackout in diesem Studio aufnahmen, war Don Dokken als Backgroundsänger beteiligt. Das erste Album Breaking the Chains erschien 1981 bei Carrere Records, erweckte alsbald das Interesse des Majorlabels Elektra und wurde 1983 mit veränderter Tracklist neu aufgelegt.
Ebenfalls 1982 spielten sie mit Udo Lindenberg einige Songs für dessen Album Keule ein.
Nachdem Breaking the Chains 1983 auch in Amerika erschienen war, tourte die Band mit Blue Öyster Cult und Aldo Nova durch die Staaten. Ende des Jahres spielten sie im Vorprogramm von Rainbow auf deren USA-Tour, wurden allerdings nach ein paar Konzerten aus der Tour geworfen - angeblich, weil der Rainbow-Gitarrist Ritchie Blackmore keinen so starken Gitarristen wie George Lynch in einer Vorband haben wollte. Im gleichen Jahr wurde Lynch erneut zu einer Audition bei Ozzy Osbourne eingeladen. Lynch bekam den Job zunächst zugesprochen, wurde allerdings in letzter Minute noch von Jake E. Lee ausgebootet.

### Der Durchbruch
Im Jahr 1984 wechselte der Bassist Juan Croucier zur kalifornischen Band Ratt und wurde durch Jeff Pilson ersetzt. Dokken begleiteten als Vorgruppe für die USA-Tournee die legendäre britische Heavy-Metal-Band Judas Priest durch Amerika, später Dee Sniders Band Twisted Sister und spielten anschließend eine Europatournee im Vorprogramm der deutschen Heavy-Metal-Band Accept.
Mit dem 1987 erschienenen Album Back for the Attack erreichten Dokken den Höhepunkt ihrer Karriere. Das Album schaffte es bis auf Platz 13 der amerikanischen Charts, und die Band ging erneut auf eine ausgedehnte Amerikatour, diesmal im Vorprogramm von Aerosmith.
Im selben Jahr steuerten Dokken zwei Songs zum neuen Freddy-Krueger-Film Nightmare III – Freddy Krueger lebt bei.
1988 tourte die Band in England als Vorgruppe von AC/DC und war Teil der amerikanischen Version des Monsters-of-Rock-Festivals. Auf einer Japantour schnitt die Band ein Livealbum mit, das 1988 unter dem Titel Beast from the East erschien. 1989 gaben Dokken nach internen Streitigkeiten ihre Trennung bekannt.

### Nach der Auflösung
Don Dokken stellte nach der Trennung eine neue Band zusammen, die er nach einer Klage der ehemaligen Mitglieder nicht Dokken nennen durfte. Die Don-Dokken-Band bestand neben ihm aus dem ehemaligen Europe-Gitarristen John Norum, dem Ex-Watchtower-Gitarristen Billy White, dem ehemaligen Accept-Bassisten Peter Baltes und dem Ex-King-Diamond-Schlagzeuger Mikkey Dee. Das 1990 erschienene Album Up from the Ashes erreichte in den USA nur noch den 50. Platz in den Charts und blieb das einzige der Band. Gitarrist George Lynch und Schlagzeuger Mick Brown gründeten die Band Lynch Mob und nahmen mehrere Alben auf. Bassist Jeff Pilson gründete War and Peace und stieg 1993 bei Dio ein. Inzwischen ist er Bassist bei Foreigner.

### Reunion und erneute Trennung
1994 reformierte sich die Band nach einem Angebot aus Japan und spielte für den dortigen Markt das Album Dokken ein, das ein Jahr später unter dem Namen Dysfunctional im Rest der Welt erschien. Das Album erreichte in den US-Charts Platz 47. 1996 veröffentlichte die Band mit One Live Night ein Akustik-Live-Album.
Das 1997er Album Shadowlife erreichte nur noch die Top 200 der Billboard Charts. Touren durch die USA und Japan folgten, unter anderen mit Alice Cooper. Im Oktober 1997 verließ George Lynch die Band und wurde durch John Norum ersetzt.
Für das nächste Studioalbum Erase the Slate holte Dokken den Ex-Alice Cooper und Winger-Gitarristen Reb Beach in die Band. Im Sommer 2000 tourten Dokken zusammen mit Poison, Cinderella und Slaughter. Ein Jahr später war Jeff Pilson im Kinofilm Rock Star als Bassist der fiktiven Band Steel Dragon zu sehen.
2001 kehrte John Norum zurück, und neuer Bassist wurde das Ex-Yngwie-Malmsteen- und Michael-Schenker-Group-Mitglied Barry Sparks. In dieser Besetzung spielte die Band das Album Long Way from Home ein. Im Sommer desselben Jahres tourte die Band als Teil der Metal-Edge-Rockfest-Tour mit den L.A. Guns, Ratt, FireHouse und Warrant durch die USA. Während der Tour verließ Norum die Band wegen einer Verletzung am Arm. Sein Ersatz wurde der italienische Gitarrist Alex DeRosso. Der Drummer Mick Brown schied wegen Erschöpfung kurze Zeit später ebenfalls aus und wurde bei einem Konzert in Tucson / Arizona durch den L.A.-Guns-Bassisten Adam Hamilton ersetzt, welcher kurzfristig am Schlagzeug einsprang. Die Tour wurde daraufhin abgebrochen.
Im Januar 2003 tourte die Band als Vorgruppe für die Scorpions und Whitesnake durch die Stadien Amerikas. 2004 erschien ein neues Dokken-Album namens Hell to Pay. Neuer Gitarrist ist mittlerweile Ex-Doro-Saitenhexer Jon Levin, doch das Album floppte.
Im April 2008 erschien das neue Album mit dem Titel Lightning Strikes Again in der Besetzung von Hell to Pay auf Frontiers Records. Im November 2009 tourten Dokken durch die USA, Vorgruppe war Lynch Mob, die Band des ehemaligen Gitarristen George Lynch. Am 29. November 2009 kam es im House of Blues in Anaheim zu einer "Reunion", als Lynch und Jeff Pilson gemeinsam mit Mick Brown und Don Dokken für den Zugabenteil auf die Bühne gingen und In My Dreams vom Album Under Lock And Key spielten.
Im Anschluss an dieses Ereignis wurde in Fankreisen über eine bald anstehende Neuformierung der Gruppe in Originalbesetzung spekuliert, die im Mai 2010 auf der Dokken-Website durch die Frage, ob es in Kürze zu einer großartigen Ankündigung kommen würde, angeheizt wurde. Am 8. Dezember 2010 erklärte Lynch auf seiner Website jedoch, dass es diese Wiedervereinigung nicht geben werde, obwohl er und Jeff Pilson sich wirklich darum bemüht hätten. Das Nichtzustandekommen sei allein Don Dokkens Entscheidung gewesen. Wörtlich schrieb Lynch:

„We feel it’s important to let folks know there will be no Dokken reunion in the foreseeable future, if ever. This is Don’s decision, despite Jeff’s and my best intentions and efforts over the past few years to make this happen in good faith. My apologies to VH1, Eddie Trunk, Steve Strange and all the fans who were pulling for this to happen.“

„Wir glauben, dass es wichtig ist die Leute wissen zu lassen, dass es in absehbarer Zeit, wenn überhaupt, kein Wiedersehen mit Dokken geben wird. Dies ist Dons Entscheidung, trotz Jeffs und meiner besten Absichten und Bemühungen in den letzten Jahren. Dies taten wir auch mit besten Gewissen. Ich entschuldige mich bei VH1, Eddie Trunk, Steve Strange und allen Fans, die an eine Wiedervereinigung geglaubt hatten.“

## Trivia
- Dokken verband in frühen Jahren einiges mit den deutschen Heavy-Metal-Pionieren Accept. So hat die Band ihren Plattenvertrag mit Carrere Records nicht zuletzt durch das Zutun von Accept-Managerin Gaby Hoffmann (damals noch Gaby Hauke) ergattert. Darüber hinaus hat Accept-Bassist Peter Baltes als Studiomusiker alle Bassspuren des Albums Breaking The Chains eingespielt und 1986 begleitete Dokken die Solinger als Vorband auf ihrer Russian-Roulette-Europatournee.
- Für den Film Nightmare III – Freddy Krueger lebt steuerten Dokken zwei Songs (Into The Fire und Dream Warriors) bei. Der Videoclip zu Dream Warriors enthält Ausschnitte aus dem Film, der Song ist im Abspann zu hören.
- Dokken spielt in einer Werbekampagne für Norton-Produkte mit. Sie bedrohen in dem Spot ein totes Hühnchen.

## Diskografie

### Studioalben
| Jahr | Titel Musiklabel                        | Höchstplatzierung, Gesamtwochen, AuszeichnungChartplatzierungen (Jahr, Titel, Musiklabel, Platzierungen, Wochen, Auszeichnungen, Anmerkungen) | Höchstplatzierung, Gesamtwochen, AuszeichnungChartplatzierungen (Jahr, Titel, Musiklabel, Platzierungen, Wochen, Auszeichnungen, Anmerkungen) | Höchstplatzierung, Gesamtwochen, AuszeichnungChartplatzierungen (Jahr, Titel, Musiklabel, Platzierungen, Wochen, Auszeichnungen, Anmerkungen) | Höchstplatzierung, Gesamtwochen, AuszeichnungChartplatzierungen (Jahr, Titel, Musiklabel, Platzierungen, Wochen, Auszeichnungen, Anmerkungen) | Anmerkungen                                                    |
| Jahr | Titel Musiklabel                        | DE | CH | UK | US | Anmerkungen                                                    |
| ---- | --------------------------------------- | --- | --- | --- | --- | -------------------------------------------------------------- |
| 1983 | Breaking the Chains Elektra Records     | — | — | — | US136 (13 Wo.)US | Erstveröffentlichung: 18. September 1983                       |
| 1984 | Tooth and Nail Elektra Records          | — | — | — | US49 Platin · (74 Wo.)US | Erstveröffentlichung: 13. September 1984 Verkäufe: + 1.000.000 |
| 1985 | Under Lock and Key Elektra Records      | — | — | — | US32 Platin · (67 Wo.)US | Erstveröffentlichung: 9. November 1985 Verkäufe: + 1.000.000   |
| 1987 | Back for the Attack Elektra Records     | — | CH25 (2 Wo.)CH | UK96 (1 Wo.)UK | US13 Platin · (33 Wo.)US | Erstveröffentlichung: 2. November 1987 Verkäufe: + 1.000.000   |
| 1995 | Dysfunctional Columbia Records          | — | — | — | US47 (6 Wo.)US | Erstveröffentlichung: 23. Mai 1995                             |
| 1997 | Shadowlife CMC International            | — | — | — | US146 (1 Wo.)US | Erstveröffentlichung: 15. April 1997                           |
| 1999 | Erase the Slate CMC International       | — | — | — | — | Erstveröffentlichung: 15. Juni 1999                            |
| 2002 | Long Way Home Sanctuary Records         | — | — | — | — | Erstveröffentlichung: 23. April 2002                           |
| 2004 | Hell to Pay Sanctuary Records           | — | — | — | — | Erstveröffentlichung: 13. Juli 2004                            |
| 2008 | Lightning Strikes Again Frontiers Music | — | — | — | US133 (1 Wo.)US | Erstveröffentlichung: 13. Mai 2008                             |
| 2012 | Broken Bones Frontiers Music            | — | — | — | US173 (1 Wo.)US | Erstveröffentlichung: 21. September 2012                       |
| 2023 | Heaven Comes Down Silver Lining Music   | DE44 (1 Wo.)DE | CH20 (1 Wo.)CH | — | — | Erstveröffentlichung: 27. Oktober 2023                         |

### Livealben
| Jahr | Titel Musiklabel               | Höchstplatzierung, Gesamtwochen, AuszeichnungChartplatzierungen (Jahr, Titel, Musiklabel, Platzierungen, Wochen, Auszeichnungen, Anmerkungen) | Höchstplatzierung, Gesamtwochen, AuszeichnungChartplatzierungen (Jahr, Titel, Musiklabel, Platzierungen, Wochen, Auszeichnungen, Anmerkungen) | Höchstplatzierung, Gesamtwochen, AuszeichnungChartplatzierungen (Jahr, Titel, Musiklabel, Platzierungen, Wochen, Auszeichnungen, Anmerkungen) | Höchstplatzierung, Gesamtwochen, AuszeichnungChartplatzierungen (Jahr, Titel, Musiklabel, Platzierungen, Wochen, Auszeichnungen, Anmerkungen) | Anmerkungen                             |
| Jahr | Titel Musiklabel               | DE | CH | UK | US | Anmerkungen                             |
| ---- | ------------------------------ | --- | --- | --- | --- | --------------------------------------- |
| 1988 | Beast from the East            | — | — | — | US33 Gold · (17 Wo.)US | Erstveröffentlichung: 16. November 1988 |
| 2018 | Return to the East Live (2016) | DE50 (1 Wo.)DE | CH63 (1 Wo.)CH | — | — | Erstveröffentlichung: 20. Mai 2018      |

Weitere Livealben
- 1996: One Live Night
- 2003: Japan Live ’95
- 2007: From Conception: Live 1981

### EPs
- 1979: Back in the Streets

### Kompilationen
- 1994: The Best of
- 1999: The Very Best of
- 2000: Live from the Sun
- 2002: Then and Now
- 2003: Alone Again and Other Hits
- 2004: Change the World: An Introduction
- 2006: The Definitive Rock Collection
- 2010: Greatest Hits
- 2020: The Lost Songs: 1979 -1981

### Singles
| Jahr | Titel Album                              | Höchstplatzierung, Gesamtwochen, AuszeichnungChartplatzierungen (Jahr, Titel, Album, Platzierungen, Wochen, Auszeichnungen, Anmerkungen) | Höchstplatzierung, Gesamtwochen, AuszeichnungChartplatzierungen (Jahr, Titel, Album, Platzierungen, Wochen, Auszeichnungen, Anmerkungen) | Höchstplatzierung, Gesamtwochen, AuszeichnungChartplatzierungen (Jahr, Titel, Album, Platzierungen, Wochen, Auszeichnungen, Anmerkungen) | Höchstplatzierung, Gesamtwochen, AuszeichnungChartplatzierungen (Jahr, Titel, Album, Platzierungen, Wochen, Auszeichnungen, Anmerkungen) | Anmerkungen                         |
| Jahr | Titel Album                              | DE | CH | UK | US | Anmerkungen                         |
| ---- | ---------------------------------------- | --- | --- | --- | --- | ----------------------------------- |
| 1985 | Alone Again Tooth and Nail               | — | — | — | US64 (11 Wo.)US | Erstveröffentlichung: Mai 1985      |
| 1986 | In My Dreams Under Lock and Key          | — | — | — | US77 (7 Wo.)US | Erstveröffentlichung: Januar 1986   |
| 1987 | Burning Like a Flame Back for the Attack | — | — | UK78 (2 Wo.)UK | US72 (8 Wo.)US | Erstveröffentlichung: Dezember 1987 |

Weitere Singles
- 1979: Hard Rock Woman
- 1982: We’re Illegal
- 1983: Breaking the Chains
- 1984: Bullet to Spare
- 1985: Just Got Lucky
- 1986: Lightning Strikes Again
- 1986: Dream Warriors (Soundtrack: Nightmare 3)
- 1988: Alone Again (Live)
- 1988: So Many Tears
- 1988: Heaven Sent
- 1988: Walk Away (Live)
- 1995: Shadows of Life
- 1995: Nothing Left to Say
- 1997: I Feel
- 1999: Maddest Hatter
- 2010: Almost Over
- 2023: Fugitive
- 2023: Gypsy

### Videoalben
- 1985: Unchain the Night (US: Platin)